# 亚历山大·弗拉基米罗维奇·雅科文科
亚历山大·弗拉基米罗维奇·雅科文科（俄语：Александр Владимирович Яковенко，羅馬化：Alexander Vladimirovich Yakovenko，1954年10月21日—），俄罗斯外交官，曾任俄罗斯联邦驻英国大使。
雅科文科生于苏联白俄罗斯苏维埃社会主义共和国戈梅利。他毕业于莫斯科國立國際關係學院，拥有博士学位，曾被聘为教授。1976年，他开始了外交官生涯，在苏联外交部多个岗位任职。1993年至1995年，他担任俄罗斯外交部科技合作司副司长。1995年至1997年，他任外交部安全与裁军司副司长，兼任俄罗斯驻国际科学技术中心代表。1997年至2000年，他被派往维也纳，担任俄罗斯联邦驻多个国际机构的副代表。2000年至2005年，他改任外交部发言人、新闻司司长。2005年至2011年，他出任俄罗斯联邦外交部副部长。2011年1月，雅科文科被任命为俄罗斯联邦驻英国特命全权大使，29日到任。
2019年8月，起任俄罗斯联邦外交部外交学院院长。
雅科文科已婚，有一个女儿。除了俄语，他还会讲英语和法语。